# Olesicampe dentata
Olesicampe dentata là một loài tò vò trong họ Ichneumonidae.